# Ichneumon curticrus
Ichneumon curticrus är en stekelart som först beskrevs av Léon Abel Provancher 1888.  Ichneumon curticrus ingår i släktet Ichneumon och familjen brokparasitsteklar. Inga underarter finns listade i Catalogue of Life.